# Кромовидьойо, Раноми
Рано́ми Кромовидьо́йо (нидерл. Ranomi Kromowidjojo; род. 20 августа 1990, Сауэрд, Гронинген) — нидерландская пловчиха яванско-суринамского происхождения. Трёхкратная олимпийская чемпионка, многократная чемпионка мира и Европы. Специализировалась на дистанциях 50 и 100 метров вольным стилем, также выступала в плавании на спине и баттерфляем. Лучшая спортсменка Нидерландов 2011 года.
Завершила карьеру в январе 2022 года.

## Биография
Дед Раноми по отцовской линии эмигрировал из Явы в Суринам, когда они были колониями Нидерландов. Отец Раноми Руди Кромивиджойо иммигрировал в Нидерланды и женился на Нетти Демтре, матери Раноме.
Kromowidjojo — яванское имя, отражающее историческое влияние санскритской культуры на нынешнюю доминирующую этническую группу в Индонезии и является соединением kromo и widjojo. Kromo — от санскритского krama (क्रम), что означает «в порядке». Widjojo — производный от санскритского vijaya (विजय), что означает «победа» или «совершенство». Сама Раноми произносит свою фамилию Кромовидьойо.
Раноми научилась плавать в три года, когда её семья приехала на отдых в Испанию.
Свою первую серебряную медаль она выиграла на чемпионате Европы по плаванию 2006 года в Будапеште в эстафете 4×100 м вольным стилем. В 2008 и 2012 годах она представляла свою страну на Олимпийских играх.
В июле 2010 года во время тренировки со своей сборной на Канарских островах Кромовидьойо заболела вирусным менингитом, однако сумела восстановиться и в том же году приняла участие в чемпионате мира.
Раноми Кромовидьойо учится в бизнес-школе Notenboom в Эйндховене.

## Спортивная карьера
После победы на чемпионатах Европы среди юниоров в 2005 и 2006 годах Кромовидьойо дебютировала на европейском чемпионате 2006 года в Будапеште, Венгрия. Она в возрасте 15 лет сразу же завоевала свою первую золотую медаль в эстафете 4×100 м вольным стилем в команде с Инге Деккер, Шанталь Грот и Марлен Велдхёйс.

### 2007
На своём первом же чемпионате мира в Мельбурне, Австралия, Кромовидьойо завоевала бронзовую медаль в эстафете 4×100 м вольным стилем вместе с Инге Деккер, Фемке Хемскерк и Марлен Велдхёйс. В индивидуальном зачёте она заняла 13-е место на дистанции 100 м вольным стилем. В конце 2007 года Кромовидьойо квалифицировалась на летние Олимпийские игры 2008 года на открытом Кубке Голландии по плаванию на дистанциях в 50-м и 100 м вольным стилем, показав мировой рекорд на дистанции 4×100 м вольным стилем вместе с Хинкелин Шрёдер, Фемке Хемскерк и Марлен Велдхёйс. Через неделю она приняла участие в Чемпионате Европы по плаванию 2007 года на короткой воде в Дебрецене, Венгрия. На этом чемпионате она показала ещё один мировой рекорд в эстафете 4×50 м вольным стилем на короткой воде вместе с Хинкелин Шрёдер, Инге Деккер и Марлен Велдхёйс.

### 2008
Первый крупный турнир 2008 года (Чемпионат Европы) состоялся в Эйндховене. В эстафете 4×100 м вольным стилем Кромовидьойо завоевала золотую медаль в составе команды: Инге Деккер, Фемке Хемскерк и Марлен Велдхёйс. Они установили новый мировой рекорд с результатом 3.33,62. В составе этой же команды она заняла четвёртое место в эстафете 4×200 м вольным стилем. В индивидуальном первенстве Кромовидьойо заняла 9-е место на дистанции 200 м вольным стилем. Несколько недель спустя на Чемпионате мира по плаванию на короткой воде в Манчестере она стала чемпионом мира в эстафете 4×200 м вольным стилем и побила ещё один мировой рекорд, опять же в команде с Деккер, Хемскерк и Велдхёйс. После травмы локтя во время заплыва на 100 м вольным стилем она снялась с чемпионата.
На летних Олимпийских играх 2008 года в Пекине, за несколько дней до своего 18-летия, Кромовидьойо стала олимпийской чемпионкой в эстафете 4×100 м вольным стилем вместе с Инге Деккер, Фемке Хемскерк и Марлен Велдхёйс. Они показали время 3.33,76, что составило их собственный мировой рекорд. На следующий день она заняла 23-е место в индивидуальном заплыве на 200 м вольным стилем. Кромовидьойо также принимала участие в эстафетах 4×200 м вольным стилем и 4×100 м комплексным плаванием, однако команда не смогла пройти квалификацию в финал.
В конце года Кромовидьойо приняла участие в нескольких чемпионатах. На Кубке Эйндховена по плаванию 2008 года она побила национальный рекорд в плавании на спине на дистанции 50 м. Это был её первый национальный рекорд, благодаря которому она квалифицировалась на чемпионат мира на дистанции 100 м вольным стилем. Спустя неделю Кромовидьойо приняла участие в Чемпионате Европы по плаванию на короткой воде в Риеке, Хорватия, где завоевала две золотые медали на дистанциях 4×50 м вольным стилем и 4×50 м комплексным плаваниям, а также бронзовую медаль на дистанции 100 м вольным стилем, уступив Марлен Велдхёйс и Жанетт Оттесен. Кромовидьойо также заняла шестое место в плавании на спине на дистанции 50 м.

### 2009
26 июля 2009 года на Чемпионате мира по плаванию 2009 года в Риме, Италия, она выиграла золото в эстафете 4×100 м вольным стилем вместе с Инге Деккер, Фемке Хемскерк и Марлен Велдхёйс, установив новый мировой рекорд (3.31,72).

### 2010
В 2010 году Кромовидьойо на Чемпионате мира по плаванию на короткой воде стала чемпионкой на дистанциях 50 м и 100 м вольным стилем, установив рекорд чемпионата — 51,45 с. Она также завоевала золотую медаль в эстафете 4×100 м вольным стилем вместе с Инге Деккер, Фемке Хемскерк и Хинкелин Схрёдер с рекордом чемпионата 3.28,54.

### 2011
На Чемпионате мира по водным видам спорта 2011 года Кромовидьойо завоевала золотую медаль в эстафете 4×100 м вольным стилем вместе с Инге Деккер, Марлен Велдхёйс и Фемке Хемскерк, показав время 3.33,96, что на 2,24 секунды превысило их собственный мировой рекорд. В индивидуальном заплыве она завоевала бронзовую медаль на дистанции 100 м вольным стилем со временем 53,66, уступив Джанетт Оттесен и Александре Герасименя, которая заняла первое место с результатом 53,45 с.

### 2012

#### Олимпийские игры в Лондоне
На летних Олимпийских играх 2012 года в Лондоне Кромовидьойо с партнёршами по команде завоевала серебряную медаль в эстафете 4×100 м вольным стилем, уступив команде из Австралии.
На той же неделе Кромовидьойо установила олимпийский рекорд в полуфинале 100 м вольным стилем с результатом 53,05 с. На следующий день она завоевала золотую медаль, установив новый олимпийский рекорд — 53,00 с, опередив чемпионку мира Александру Герасименя и Тан И. На дистанции 50 м вольным стилем она квалифицировалась в финал с личным рекордом 24,07 с. В финале Кромовидьойо завоевала золотую медаль, установив новый олимпийский рекорд — 24,05 с, обойдя Герасименю, а также свою соотечественницу Марлен Велдхёйс.
Выиграв 50 м и 100 м вольным стилем, Кромовидьойо повторила достижение своей соотечественницы Инге де Брюин, которая также выиграла оба заплыва на Олимпиаде-2000 в Сиднее. Европейская федерация плавания признала Кромовидьойо лучшей пловчихой Европы 2012 года.

### 2021
В мае 2021 года на чемпионате Европы в Будапеште Раноми в составе эстафетной четвёрки Нидерландов на дистанции 4 по 100 метров завоевала серебряную медаль. На дистанции 50 метров вольным стилем завоевала золотую медаль, показав время 23,97 секунды. В смешанной эстафете 4 по 100 метров вольным стилем завоевала серебряную медаль. В заключительный день соревнований Раноми победила на дистанции 50 метров баттерфляем, проплыв в финале за 25,30 секунды.

## Личные рекорды
| Короткая вода        | Короткая вода | Короткая вода | Короткая вода                 |
| Дистанция            | Время         | Дата          | Место проведения соревнования |
| -------------------- | ------------- | ------------- | ----------------------------- |
| 50 м вольным стилем  | 23,24         | 2013-08-07    | Эйндховен, Нидерланды         |
| 100 м вольным стилем | 51,44         | 2009-12-11    | Стамбул, Турция               |
| 200 м вольным стилем | 1.55,77       | 2011-12-18    | Атланта, США                  |
| 400 м вольным стилем | 4.06,25       | 2008-12-19    | Амстердам, Нидерланды         |
| 50 м на спине        | 27,08         | 2008-12-13    | Риека, Хорватия               |
| 100 м на спине       | 59,90         | 2008-12-20    | Амстердам, Нидерланды         |
| 50 м баттерфляем     | 26,13         | 2008-12-29    | Сен-Поль, Франция             |
| 100 м баттерфляем    | 58,93         | 2009-11-09    | Риека, Хорватия               |

| Длинная вода         | Длинная вода | Длинная вода | Длинная вода                  |
| Дистанция            | Время        | Дата         | Место проведения соревнования |
| -------------------- | ------------ | ------------ | ----------------------------- |
| 50 м вольным стилем  | 24,05        | 2012-08-04   | Лондон, Англия                |
| 100 м вольным стилем | 52,75        | 2012-04-13   | Эйндховен, Нидерланды         |
| 200 м вольным стилем | 1.59,77      | 2008-03-22   | Эйндховен, Нидерланды         |
| 50 м на спине        | 28,70        | 2008-12-05   | Эйндховен, Нидерланды         |
| 100 м на спине       | 1.05,90      | 2007-06-03   | Амстердам, Нидерланды         |
| 50 м баттерфляем     | 25,74        | 2011-04-07   | Эйндховен, Нидерланды         |
| 100 м баттерфляем    | 59,72        | 2009-06-13   | Эйндховен, Нидерланды         |